# コミュニティメモリ

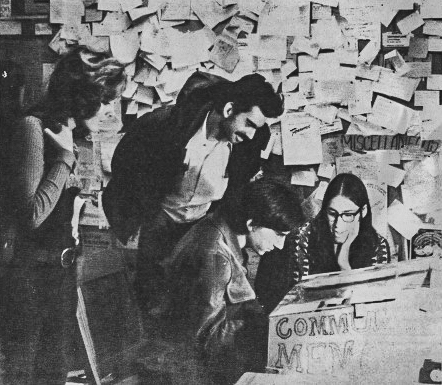
カリフォルニア州バークレーのレオポルドレコードにあったコミュニティメモリ端末（1973年）

コミュニティメモリ（英語: Community Memory）は、世界初のコンピュータ化された一般向け電子掲示板。1973年、アメリカ合衆国カリフォルニア州バークレーに設置された。サンフランシスコにあるSDS 940のタイムシェアリングシステムを使用しており、110ボーの速度でバークレーにあるレコード店に置かれたテレタイプ端末と接続した。ユーザーはコンピュータにメッセージを書き込んだり、特定の通知を探して回ることができた。
当初コミュニティメモリは、反体制文化（カウンターカルチャー）的な実利的、教育的、社会的な様々な組織を互いに、あるいは一般社会へとリンクさせる情報・リソース共有ネットワークと受け止められたが、やがて情報の蚤の市として普及していった。それは公衆コンピュータ端末を通じて、メッセージ・データベースへの直接的双方向アクセスを提供した結果である。コミュニティメモリを使えるようになったユーザーは、それが芸術、文学、ジャーナリズム、商取引、お喋りのために使える一般的なコミュニケーションメディアであることを示して見せた。

## 開発者
コミュニティメモリはサンフランシスコのプロジェクト・ワンにあるリソース・ワン・コンピュータセンター内のコミュニティメモリプロジェクトで活動していたエフレム・リプキン、マーク・シュパコフスキー、リー・フェルゼンスタインによって作られた。このコンピュータに精通した友達・パートナーで結成されたグループはコミュニティ情報のソースとして機能するシンプルなシステムの製作を模索していた。フェルゼンスタインはハードウェア、リプキンはソフトウェア、シュパコスキーはユーザインターフェースとデータ管理を担当した。コミュニティメモリの第一期（1973年-1975年）は情報交換にコンピュータを活用することに対する人々の反応を見るための実験で、当時、コンピュータに直接触れる人物はほんの僅かだった。コミュニティメモリはバークレーのコミュニティを強化するのに役立つツールとして構想されており、カタログには「通信の強力で自由な非階層チャネルは、それがコンピュータとモデム、ペンとインク、電話、対面を問わず、我々のコミュニティの再生と活性化のための最前線である」と書かれていた。
コミュニティメモリの製作者と創設者は、言論の自由の賛美や反戦運動といった1960年代の北カリフォルニアにおける反体制文化の価値観を共有していて、またエコで低コストかつ分散化されたユーザーフレンドリーな技術を推進していた。
コミュニティメモリはアンドリュー・クレメントの主導でバンクーバーでも1974年7月から設置された。1970年代後半に、世界的な情報ネットワークの創設を目指してコミュニティメモリは生まれ変わることになる。その主な推進者はエフレム・リプキンとケン・コルスタッドだった。
スティーヴン・リーヴィは自著「パソコン革命のヒーローたち」でどのようにしてコミュニティメモリの創設者は組織化を始めたか書いている。また創設者の一部はパーソナルコンピュータの開発に重要な影響を与えたことで知られるホームブリュー・コンピュータ・クラブという団体に参加している。

## 歴史
最初の端末はASR-33とSDS 940コンピュータが電話回線で繋がったもので、1秒間に10文字送信できる音響カプラモデムを使用している。バークレーにあるレオポルドレコードに続く階段の上にある、多くの紙が貼られた従来の掲示板のすぐ隣に設置された。このテレタイプ端末は騒音を発していたため段ボール箱に収められたが、上面は透明なプラスチック板をはめていたので、プリントアウトされたものを見ることができた。さらにタイピングするための手が入るサイズの穴も開けられていた。これは科学研究に携わっていない多くの人々がコンピュータを使うことのできた初の事例である。
カスタマイズされたキーボードの上には簡単な説明書きが付けられ、それにはメインフレーム（ホストコンピュータ）にどうやってメッセージを送るか、それが検索されやすくなるようどうやってキーワードを付けるか、他のユーザから送られたメッセージを見つけるのにどのようなキーワードで探せばよいか、といったことが書かれていた。コミュニティメモリ端末を使用するためにユーザーはまずADDをいうコマンドを入力し、続いて項目のテキスト、そして項目を索引化するために自身が望むキーワードを入力する。項目を検索するためにはまずFINDというコマンドを入力し、AND、OR、NOT でキーワードを繋げた論理式を続ける。端末の横にはコミュニティメモリのアシスタントが座り、人目を惹くようにして、メッセージを追加したり探したりすることを勧めた。コミュニティメモリはその運営において、独創的な手法でプロジェクトの資金を集めた。彼らはユーザに、コイン投入式の端末を使わせたのである。閲覧は無料だが、投稿の場合は25セント、新たなフォーラムを立ち上げる場合は1ドル払う必要があった。
レコード店や掲示板には、共演するギタリストを求めるドラマーや、おいしい店を探すベーグル愛好家が一同に集まっており、さらにベンウェイのペンネームでコミュニティメモリに登場した最初の詩人は、最初のネット有名人 (net personality) ともされる。最近追加された項目やミュージシャン関連のメッセージについては、定期的にプリントアウトされそこに残された。いっぽう他所の端末でユーザは、車の相乗りの調整、勉強会の組織、チェスの対戦相手探し、果てはお勧めレストラン情報の遣り取りをするため、全く見知らぬ他人を探し出していたのだった。コルスタッドやリプキンによれば、システムの使用率はかなり高く、端末の環境と比較してコンスタントなものだった。各端末では一日あたり約50件の検索と10件の投稿が行なわれた。各セッションの長さを踏まえると、これは端末の最大処理能力の少なくとも 1/3 に達していた。
コミュニティメモリでは、ユーザーが名前を明かしたり、システム利用登録をする必要が無かったため、匿名性が保たれていた。システム上のすべての情報は2つの意味で、コミュニティが生み出したものである。第一は、システムでどのような情報を提供するかを決めるいかなる中心的権威も存在しなかった点。第二は、情報が他所からの使い回しでなかった点である。
ブラウン管の端末がより安価になった際にバークレーのホール・アース・アクセスストアやサンフランシスコのミッション公共図書館にも設置された。メッセージベースの文字は場所によって異なっていた。
コミュニティメモリのソフトウェアは、ロバート・シャピロの MIRS (Meta Information Retrieval System) の派生としてリソース・ワンのバート・バーガーとジョン・クーニーによって書かれた ROGIRS キーワード情報検索システムの拡張機能として実装された。QSPL で書かれ、冷蔵庫8台分の大きさの初期のタイムシェアリングシステムである SDS 940 上で動作した。これは当初、ダグラス・エンゲルバートが 「すべてのデモの母 （The Mother of All Demos）」での実演で使用し、コミュニティで使用するものとしてリソース・ワンに寄付されたものである。
1974年の時点でコミュニティメモリは、巨大で力不足でコストのかかる XDS-940 から移行して近代的なミニコンピュータのネットワークとして造り直す必要のあることが明白となっていた。コミュニティメモリは1975年1月にシャットダウンされた。スタッフはリソース・ワンを離れ、コミュニティメモリの複製可能でネットワーク化されたバージョンを開発する新しいプロジェクトの資金調達を模索することになる。